# Governador Celso Ramos
Governador Celso Ramos é um município brasileiro do Estado de Santa Catarina. Localiza-se a uma latitude 27º18'53" sul e a uma longitude 48º33'33" oeste, estando a uma altitude de 40 metros.  A sua população estimada em 2020 foi de 14.606 habitantes.
Há cerca de 40 anos, a economia era concentrada na pesca, mas atualmente, a maioria dos filhos de pescadores não se tornaram pescadores, sendo reduzida consideravelmente (de 90 para 30 %) A cidade vive de diversas atividades: Descendentes de pescadores foram para várias outras profissões como professores, policiais, bombeiros, corretores de imóveis, entre outras. Poucos nativos tiram proveito do turismo sazonal da cidade, que atrai empreendedores de vários outros lugares, mesmo com a falta de mão de obra local. 

## História
A colonização da região do atual município de Governador Celso Ramos começou no século XVIII, com a chegada de imigrantes açorianos atraídos pela pesca da baleia, dando origem à Armação da Piedade. Como esta não oferecia condições para o desenvolvimento, os seus habitantes transferiram-se para a localidade de Ganchos, onde hoje está a sede do município.
O território do atual município pertenceu a Biguaçu até 6 de novembro de 1963, quando foi oficialmente desmembrado. A partir de 12 de maio de 1967 passou a se chamar Governador Celso Ramos, em homenagem a Celso Ramos, ex-governador do estado de Santa Catarina.
As igrejas sempre foram ponto de encontro da comunidade que, além do culto, discutia formas de se defender dos indígenas [carece de fontes?].

## Meio ambiente
Em 1992, uma parte do município se tornou uma importante área protegida ambientalmente, denominada Área de Proteção Ambiental de Anhatomirim, criada pelo governo federal com objetivo de preservação dos recursos naturais (nascentes e florestas da Serra da Armação) e biodiversidade (como o belo golfinho Sotalia guianensis, entre outras espécies de fauna e flora).

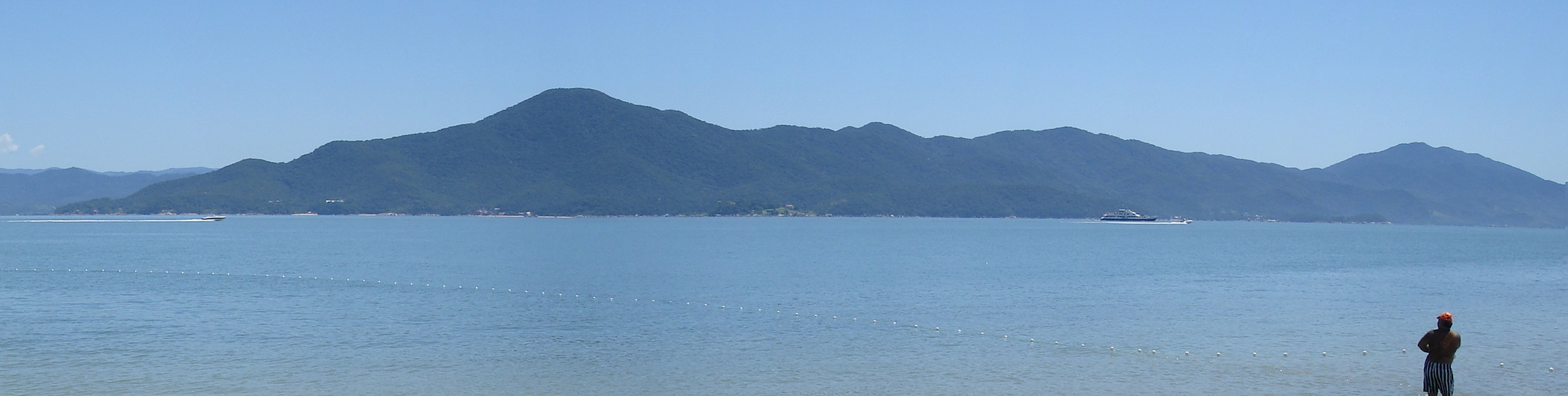
Panorâmica da Serra da Armação, área florestada onde nascem várias nascentes do município e que é protegida através da Área de Proteção Ambiental de Anhatomirim.

## Patrimônio edificado
- Fortaleza de Santa Cruz de Anhatomirim

## Esporte

### Campeonato de Futebol Amador de Governador Celso Ramos
O Campeonato de Futebol Amador de Governador Celso Ramos é a competição de futebol amador disputada pelas equipes do município. Tem como participantes as equipes Pescador, Palmas, Amazonas, Jordão, Marazul, Camboense, Areias de Cima, Vila Nova, CEM, Armação, Caieira e Costeira.
Organizado atualmente pela Secretaria Municipal de Esportes, o campeonato é disputado desde 1989.
A atual edição do campeonato é formada por apenas oito equipes.
Desde a sua criação, dez equipes levaram o título:
| Clube          | Categoria A | Categoria B | Categoria Vet |
| -------------- | ----------- | ----------- | ------------- |
| Pescador       | 9           | 1           | 3             |
| Palmas         | 7           | 2           | 6             |
| Amazonas       | 6           | 1           | 6             |
| Jordão         | 2           | 1           | 0             |
| Marazul        | 2           | 0           | 3             |
| Camboense      | 2           | 0           | 0             |
| Areias de Cima | 2           | 0           | 0             |
| Vila Nova      | 1           | 2           | 1             |
| Areias de Cima | 0           | 3           | 3             |
| Areias de Cima | 0           | 3           | 3             |